# Criteris de selecció de Patrimoni de la Humanitat
Els criteris de selecció per a determinar el reconeixement com a Patrimoni de la Humanitat d'un element arquitectònic, un espai d'interès naturals o d'un fet cultural van ser determinats l'any 2005.
L'any 1992 es van començar a fixar uns criteris acordats que permetessin harmonitzar en les successives sessions, els reconeixements de les propostes que es presenten. Fins al 2004, hi havia sis criteris en l'àmbit cultural (numerats de l'I al VI) i quatre en l'àmbit natural (també numerats de l'I al IV). El 2005 això es va modificar perquè només hi hagi un grup de deu criteris. Per ser inclòs en la llista del Patrimoni de la Humanitat un lloc ha de tenir un «valor universal excel·lent» i ha de satisfer almenys un dels següents criteris de selecció. Des del 1992 el conjunt resultant de la interacció entre l'home i el medi ambient és reconegut com a paisatge cultural.

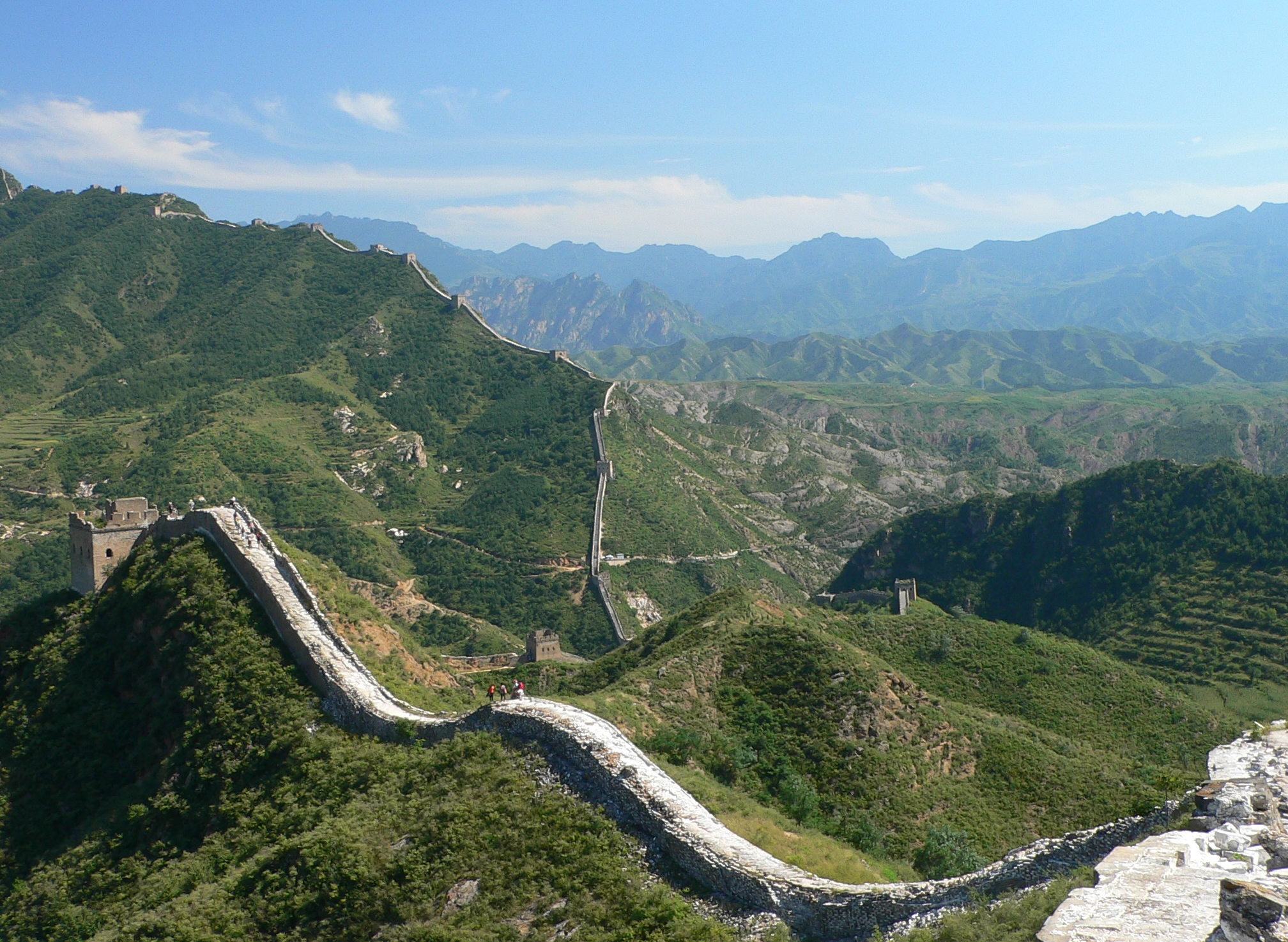
Lloc núm. 438: la Gran Muralla Xinesa

- I - representar una obra mestra del geni creatiu humà;
- II - testimoniar un important intercanvi de valors humans al llarg d'un període o dintre d'una àrea cultural del món, en el desenvolupament de l'arquitectura o la tecnologia, les arts monumentals, l'urbanisme o el disseny paisatgístic;
- III - aportar un testimoniatge únic o almenys excepcional d'una tradició cultural o d'una civilització existent o ja desapareguda;
- IV - oferir un exemple eminent d'un tipus d'edifici, d'un conjunt arquitectònic o tecnològic o d'un paisatge, que il·lustri una etapa significativa de la història humana;
- V - ser un exemple eminent d'una tradició d'assentament humà, d'utilització del mar o de la terra, que sigui representativa d'una cultura (o cultures), o de la interacció humana amb el medi ambient, especialment quan aquest es torni vulnerable enfront de l'impacte de canvis irreversibles;
- VI - estar directament o tangiblement associat amb esdeveniments o tradicions vives, amb idees o amb creences, amb treballs artístics i literaris d'una destacada significació universal. (El comitè considera que aquest criteri ha d'estar preferentment acompanyat d'altres criteris);
- VII - contenir fenòmens naturals superlatius o àrees d'excepcional bellesa natural i importància estètica;
- VIII - ser un dels exemples representatius d'importants etapes de la història de la terra, incloent-hi testimoniatges de la vida, processos geològics creadors de formes geològiques o característiques geomòrfiques o fisiogràfiques significatives;
- IX - ser un dels exemples eminents de processos ecològics i biològics en el curs de l'evolució dels ecosistemes;
- X - contenir els hàbitats naturals més representatius i més importants per a la conservació de la biodiversitat, incloent-hi aquells que contenen espècies amenaçades de destacat valor universal des del punt de vista de la ciència i del conservacionisme.